# Отилиа Велишек Брашко
Отилиа Велишек Брашко је српски педагог и потпредседница Педагошког друштва Војводине.

## Биографија
Рођена је у Новом Саду где је докторирала Методику наставе и инклузивно образовање на Филозофском факултету 2014. године. Ради као професорка педагошких наука на Високој школи струковних студија за образовање васпитача Нови Сад од 2015, предаје курсеве Методичка пракса упознавања околине (интегрисаним приступом), Дечија игра и стваралаштво, Стручна пракса на трећој години, Увод у инклузију, Пружање подршке деци са тешкоћама у функционисању и Методика инклузивног васпитања и образовања на основним студијама. Потпредседница је Педагошког друштва Војводине.
Чланица је пројектних тимова у националним и интернационалним пројектима KEY (Keep Education Yourself), PALS (Play and Life Skills), iDEAL VR (Immersive VR as a tool to help individuals with autism deal with change) и The ABC’s of Autism (Mobilising diverse approaches to training ASD professionals), Саветодавног одбора за Рану интервенцију Уницефа и Управног одбора Друштва за подршку особама са аутизмом Града Новог Сада. Тренер је и ментор за имплементацију Нових основа Године узлета и „Учимо сви заједно” – унапређења равноправног приступа и завршавања предуниверзитетског образовања за децу којој је потребна додатна образовна подршка.
Ауторка је и коауторка бројних научних и стручних радова из области инклузије, интегрисаног приступа учењу и дечје игре у националним и интернационалним часописима, као и акредитованих семинара Завода за унапређење васпитања и образовања и Педагошког завода Војводине из области инклузивног васпитања и образовања и квалитетног учења. Ауторка је и коауторка монографије „Инклузивна педагогија и Методика инклузивног васпитања и образовања”, радова „Оснаживање педагошког кадра за транзицију деце у инклузивном образовању” заједно са Бојаном Перић Пркосовачки и „Предрасуде о деци са развојним сметњама и инвалидитетом у популарним причама за децу”.